# See Emily Play
See Emily Play ist ein Lied von Pink Floyd, das als zweite Single am 16. Juni 1967 veröffentlicht wurde und Teil der gleichnamigen EP war. Es wurde von Syd Barrett geschrieben und am 23. Mai 1967 aufgezeichnet.
Das Stück erschien nicht regulär auf dem im gleichen Jahr aufgenommenen Studioalbum The Piper at the Gates of Dawn, es erschien lediglich auf der US-Ausgabe, wo es den ersten Titel stellte.

## Aufnahme
Während der Sessions für das Lied besuchte David Gilmour auf Barretts Einladung das Studio und war schockiert über die Veränderungen in Barretts Persönlichkeit, der ihn nicht zu erkennen schien.

## Besetzung
- Syd Barrett: Gesang, E-Gitarre, Slide-Gitarre
- Richard Wright: Farfisa Orgel, Klavier, Tack Piano, Baldwin elektrisches Cembalo, Hintergrundgesang
- Roger Waters: Bassgitarre, Hintergrundgesang
- Nick Mason: Schlagzeug

## Rezeption

### Auszeichnungen
See Emily Play ist in den 500 Songs that Shaped Rock and Roll der Rock and Roll Hall of Fame enthalten.

### Charts und Chartplatzierungen
See Emily Play erreichte in Deutschland Rang 25 der Singlecharts und platzierte sich einen Monat in den Charts. Es wurde zum ersten Charthit der Band in Deutschland. Im Vereinigten Königreich erreichte die Single mit Rang sechs seine höchste Chartnotierung und platzierte sich fünf Wochen in den Top 10 sowie zwölf Wochen in den Charts. Pink Floyd erreichte nach Arnold Layne zum zweiten Mal die britischen Singlecharts, es ist ihr erster Top-10-Erfolg.